# 张康之
张康之，江苏铜山县人，南京大学政府管理学院行政管理学系教授，主要从事西方马克思主义、行政伦理学等方面的研究工作。入选中华人民共和国教育部2007年度"长江学者"特聘教授。